# Бізон (Іллінойс)
Бізон (англ. Beason) — переписна місцевість (CDP) в США, в окрузі Лоґан штату Іллінойс. Населення — 147 осіб (2020).

## Географія
Бізон розташований за координатами 40°8′32″ пн. ш. 89°11′42″ зх. д. / 40.14222° пн. ш. 89.19500° зх. д. (40.142347, -89.195071).  За даними Бюро перепису населення США в 2010 році переписна місцевість мала площу 1,62 км², уся площа — суходіл.

## Демографія
Згідно з переписом 2010 року, у переписній місцевості мешкало 189 осіб у 74 домогосподарствах у складі 55 родин. Густота населення становила 117 осіб/км².  Було 85 помешкань (53/км²).
Расовий склад населення:
| - 98,4 % — білих - 1,1 % — осіб інших рас |

До двох чи більше рас належало 0,5 %. Частка іспаномовних становила 1,1 % від усіх жителів.
За віковим діапазоном населення розподілялося таким чином: 27,0 % — особи молодші 18 років, 63,5 % — особи у віці 18—64 років, 9,5 % — особи у віці 65 років та старші. Медіана віку мешканця становила 36,1 року. На 100 осіб жіночої статі у переписній місцевості припадало 103,2 чоловіків;  на 100 жінок у віці від 18 років та старших — 109,1 чоловіків також старших 18 років.
Середній дохід на одне домашнє господарство  становив 41 791 долар США (медіана — 34 000), а середній дохід на одну сім'ю — 49 344 долари (медіана — 34 500). 
Цивільне працевлаштоване населення становило 21 осіб. Основні галузі зайнятості: науковці, спеціалісти, менеджери — 42,9 %, виробництво — 23,8 %, освіта, охорона здоров'я та соціальна допомога — 19,0 %, оптова торгівля — 14,3 %.